# Storrington and Sullington
Storrington and Sullington är en parish i Storbritannien.   Den ligger i grevskapet West Sussex och riksdelen England, i den södra delen av landet, 70 km söder om huvudstaden London. Arean är 12,0 kvadratkilometer.
Terrängen i Storrington and Sullington är lite kuperad.